# Tumba Madžari

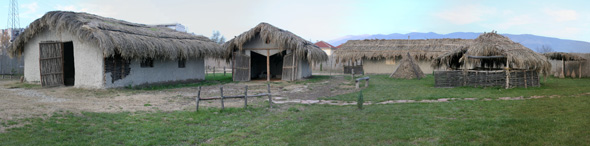
Reconstrução das casas.

Tumba Madžari (em macedónio: Тумба Маџари) é uma vila que remonta do neolítico localizada a cerca de 2 km a leste do centro de Skopje, a capital da Macedónia do Norte. Esta aldeia é o sítio pré-histórico mais importante no rio Vardar e é conhecida pelas suas reconstruções de casas. Pertence à cultura Anzabegovo-Vrchnik e faz parte do complexo Balkan-Anatolian que surgiu entre 5 300 e 4 200 AEC.
A tumba localiza-se no subúrbio de Madjari, a cerca de 700 metros da estrada que liga Skopje, Koumanovo e Veles. As primeiras escavações arqueológicas foram realizadas em 1978 pelo Museu da Macedónia, sob a liderança de Voislav Sanev. Antes de ser descoberto pelos arqueólogos, o sítio formava uma pequena colina de 220 metros de diâmetro e três de altura, situado numa pequena área urbanizada.